# Edwardsia elegans
Edwardsia elegans är en havsanemonart som beskrevs av Addison Emery Verrill 1869. Edwardsia elegans ingår i släktet Edwardsia och familjen Edwardsiidae. Inga underarter finns listade i Catalogue of Life.